# Tropidozineus sincerus
Tropidozineus sincerus là một loài bọ cánh cứng trong họ Cerambycidae.